# 죽기 아니면 까무러치기
《죽기 아니면 까무러치기》(영어: Short Time)는 미국에서 제작된 그레그 챔피언 감독의 1990년 액션 코미디 영화이다. 대브니 콜먼 등이 출연하였고, 토드 블랙 등이 제작에 참여하였다.

## 출연
- 대브니 콜먼 - 버트 심프슨 역
- 맷 프루어 - 어니 딜스 역
- 테리 가 - 캐럴린 심프슨 역
- 배리 코빈 - 서장 역
- 조 팬털리아노 - 스컬레이지 역
- 잰더 버클리 - 칼 스타크 역
- 카이에릭 에릭슨 - 더기 심프슨 역
- 케빈 맥널티 - 드렉슬러 의사 역

## 기타 제작진
- 제작 감독: 맬컴 R. 하딩
- 총괄 제작: 마이클 보로프스키, 브루스 맥놀, 조 위잰
- 미술: 마이클 S. 볼턴

## 우리말 녹음
SBS 성우진 (1995년 11월 17일)
- 김태훈 - 버트 (대브니 콜먼)
- 이윤선 - 어니 (맷 프루어)
- 정희선 - 캐럴린 (테리 가)
- 한상혁 - 서장 (배리 코빈)
- 문영래 - 스타크 (잰더 버클리)
- 기경옥
- 김환진
- 신흥철
- 강구한
- 이윤연
- 정옥주
- 김강산
- 홍승섭
- 김수중
- 홍성희